# McPhail Turrets
Die McPhail Turrets sind eine markante Felsformation im ostantarktischen Viktorialand. Im nordöstlichen Teil der Asgard Range erheben sie sich südlich des Lake Brownworth über das nordöstliche Ende des Nichols Ridge.
Das New Zealand Antarctic Place-Names Committee benannte sie 2010 nach Rob McPhail, Hubschrauberpilot bei mehr als 20 neuseeländischen Feldforschungskampagnen in der Antarktis.